# Trofeo Baracchi
Die Trofeo Baracchi war ein Straßenradrennen, das von 1941 bis 1991 bei Bergamo durchgeführt wurde. Es wurde von Mino Baracchi aus Bergamo in Erinnerung an seinen Vater Angelo Baracchi gestiftet. Ab 1949 war es ein Rennen für Profis, das bis 1990 als Paarzeitfahren ausgetragen wurde. Parallel zu den Profirennen fanden Paarzeitfahren für Amateure statt.
Die letzte Trofeo Baracchi wurde 1991 als Einzelzeitfahren ausgetragen und vom Schweizer Tony Rominger gewonnen.

## Palmarès
| Jahr                  | Sieger                                   | Zweiter                                  | Dritter                                  |          |
| --------------------- | ---------------------------------------- | ---------------------------------------- | ---------------------------------------- | -------- |
| 1941                  | Michele Motta                            | Mario Spinazzi                           | Giovanni Ronco                           |          |
| 1942                  | Gelsomino Locatelli                      | Egidio Marangoni                         | Michele Motta                            |          |
| 1943 keine Austragung |                                          |                                          |                                          |          |
| 1944                  | Michele Motta                            | Aldo Baito                               | Carlo Moscardini                         |          |
| 1945                  | Michele Motta                            | Gelsomino Locatelli                      | Mario Fazio                              |          |
| 1946                  | Antonio Ausenda                          | Giovanni Mangili                         | Gino Carlotti                            |          |
| 1947                  | Sergio Maggini                           | Michele Motta                            | Luigi Malabrocca                         |          |
| 1948                  | Giorgio Cargioli                         | Egidio Marangoni                         | Serse Coppi                              |          |
| 1949                  | Fiorenzo Magni Adolfo Grosso             | Antonio Bevilacqua Guido De Santi        | Aldo Tosi Emilio Croci-Torti             |          |
| 1950                  | Fiorenzo Magni Antonio Bevilacqua        | Fausto Coppi Serse Coppi                 | Giorgio Albani Virgilio Salimbeni        |          |
| 1951                  | Fiorenzo Magni Giuseppe Minardi          | Gino Bartali Ferdy Kübler                | Loretto Petrucci Alfredo Martini         |          |
| 1952                  | Giancarlo Astrua Nino Defilippis         | Giuseppe Minardi Loretto Petrucci        | Fausto Coppi Michele Gismondi            |          |
| 1953                  | Fausto Coppi Riccardo Filippi            | Jacques Anquetil Antonin Rolland         | Giancarlo Astrua Nino Defilippis         |          |
| 1954                  | Fausto Coppi Riccardo Filippi            | Jacques Anquetil Louison Bobet           | Fiorenzo Magni Donato Piazza             |          |
| 1955                  | Fausto Coppi Riccardo Filippi            | Jacques Anquetil André Darrigade         | Jean Brankart Marcel Janssens            |          |
| 1956                  | Rolf Graf André Darrigade                | Fausto Coppi Riccardo Filippi            | Giorgio Albani Donato Piazza             |          |
| 1957                  | Fausto Coppi Ercole Baldini              | Rolf Graf Alcide Vaucher                 | Aldo Moser Oreste Magni                  |          |
| 1958                  | Ercole Baldini Aldo Moser                | Jacques Anquetil André Darrigade         | Roger Rivière Gérard Saint               |          |
| 1959                  | Ercole Baldini Aldo Moser                | Michele Gismondi Diego Ronchini          | Jacques Anquetil André Darrigade         |          |
| 1960                  | Diego Ronchini Romeo Venturelli          | Ercole Baldini Aldo Moser                | Camille Le Menn Claude Valdois           |          |
| 1961                  | Ercole Baldini Joseph Velly              | Giacomo Fornoni Battista Babini          | Bas Maliepaard Jean-Claude Lebaube       |          |
| 1962                  | Rudi Altig Jacques Anquetil              | Ercole Baldini Arnaldo Pambianco         | Aldo Moser Giuseppe Fezzardi             |          |
| 1963                  | Joseph Velly Joseph Novales              | Jacques Anquetil Raymond Poulidor        | Ferdinand Bracke Walter Boucquet         |          |
| 1964                  | Gianni Motta Giacomo Fornoni             | Ercole Baldini Vittorio Adorni           | Rudi Altig Tom Simpson                   |          |
| 1965                  | Jacques Anquetil Jean Stablinski         | Michele Dancelli Pietro Scandelli        | Giuseppe Fezzardi Tommaso de Pra         |          |
| 1966                  | Eddy Merckx Ferdinand Bracke             | Raymond Poulidor Georges Chappe          | Gerben Karstens Bart Zoet                |          |
| 1967                  | Eddy Merckx Ferdinand Bracke             | Jacques Anquetil Bernard Guyot           | Peter Post Jo de Roo                     |          |
| 1968                  | Jacques Anquetil Felice Gimondi          | Ole Ritter Herman Van Springel           | Luis Ocaña Jesús Aranzabal               |          |
| 1969                  | Herman Van Springel Joaquim Agostinho    | Ole Ritter Gianni Motta                  | Eddy Merckx Davide Boifava               |          |
| 1970                  | Gösta Pettersson Tomas Pettersson        | Ole Ritter Leif Mortensen                | Herman Van Springel Willy In ’t Ven      |          |
| 1971                  | Luis Ocaña Leif Mortensen                | Gösta Pettersson Tomas Pettersson        | Roger Pingeon Bernard Thévenet           |          |
| 1972                  | Eddy Merckx Roger Swerts                 | Felice Gimondi Davide Boifava            | Gösta Pettersson Tomas Pettersson        |          |
| 1973                  | Felice Gimondi Martín Emilio Rodríguez   | Davide Boifava Gösta Pettersson          | Phil Bayton Dave Lloyd                   |          |
| 1974                  | Francesco Moser Roy Schuiten             | Martín Emilio Rodríguez Gösta Pettersson | Eddy Merckx Roger De Vlaeminck           |          |
| 1975                  | Francesco Moser Gianbattista Baronchelli | Freddy Maertens Michel Pollentier        | Gerrie Knetemann Hennie Kuiper           |          |
| 1976                  | Freddy Maertens Michel Pollentier        | Francesco Moser Roy Schuiten             | Davide Boifava Jørgen Marcussen          |          |
| 1977                  | Bernt Johansson Carmelo Barone           | Freddy Maertens Joop Zoetemelk           | Serge Parsani Osvaldo Bettoni            |          |
| 1978                  | Roy Schuiten Knut Knudsen                | Hennie Kuiper Joop Zoetemelk             | Gianbattista Baronchelli Bernt Johansson |          |
| 1979                  | Francesco Moser Giuseppe Saronni         | Alfons De Wolf Jan van Houwelingen       | Bert Oosterbosch Henk Lubberding         |          |
| 1980                  | Alfons De Wolf Jean-Luc Vandenbroucke    | Ludo Peeters Theo de Rooij               | Josef Fuchs Daniel Gisiger               |          |
| 1981                  | Daniel Gisiger Serge Demierre            | Francesco Moser Knut Knudsen             | Raniero Gradi Geir Digerud               |          |
| 1982                  | Daniel Gisiger Roberto Visentini         | Bert Oosterbosch Hennie Kuiper           | Stephen Roche Jacques Bossis             |          |
| 1983                  | Daniel Gisiger Silvano Contini           | Hennie Kuiper Adrie van der Poel         | Tommy Prim Alf Segersäll                 |          |
| 1984                  | Francesco Moser Bernard Hinault          | Tommy Prim Alf Segersäll                 | Daniel Gisiger Urs Freuler               |          |
| 1985                  | Francesco Moser Hans-Henrik Ørsted       | Daniele Caroli Michael Wilson            | Jean-François Bernard Benno Wiss         |          |
| 1986                  | Giuseppe Saronni Lech Piasecki           | Daniele Caroli Michael Wilson            | Jesper Skibby Rolf Sørensen              |          |
| 1987                  | Bruno Leali Massimo Ghirotto             | Giuseppe Saronni Lech Piasecki           | Rolf Gölz Czesław Lang                   |          |
| 1988                  | Czesław Lang Lech Piasecki               | Daniel Gisiger Werner Stutz              | Charly Mottet Thierry Marie              |          |
| 1989                  | Laurent Fignon Thierry Marie             | Maurizio Fondriest Allan Peiper          | Gianni Bugno Sean Kelly                  |          |
| 1990                  | Rolf Gölz Tom Cordes                     | Zenon Jaskuła Joachim Halupczok          | Sean Yates Dag Otto Lauritzen            |          |
| 1991                  | Tony Rominger                            | Erik Breukink                            | Thomas Wegmüller                         |          |
| 2024                  | abgesagt                                 | abgesagt                                 | abgesagt                                 | abgesagt |
| 2025                  |                                          |                                          |                                          |          |